# Absurdism
Absurdism eller "det absurda" är en filosofisk term inom existentialismen och nihilismen som avser det absurda i människans tendens att söka efter intrinsikala värden och "meningen med livet", något absurdismen menar är icke-existerande; mänskligt liv är fria från värden, någon mening och syfte. En framstående filosof inom absurdismen var Albert Camus, som i sin bok Främlingen skildrar hur huvudkaraktären reflekterar kring det absurda, som delvis inkluderar känslor av ångest inför döden.

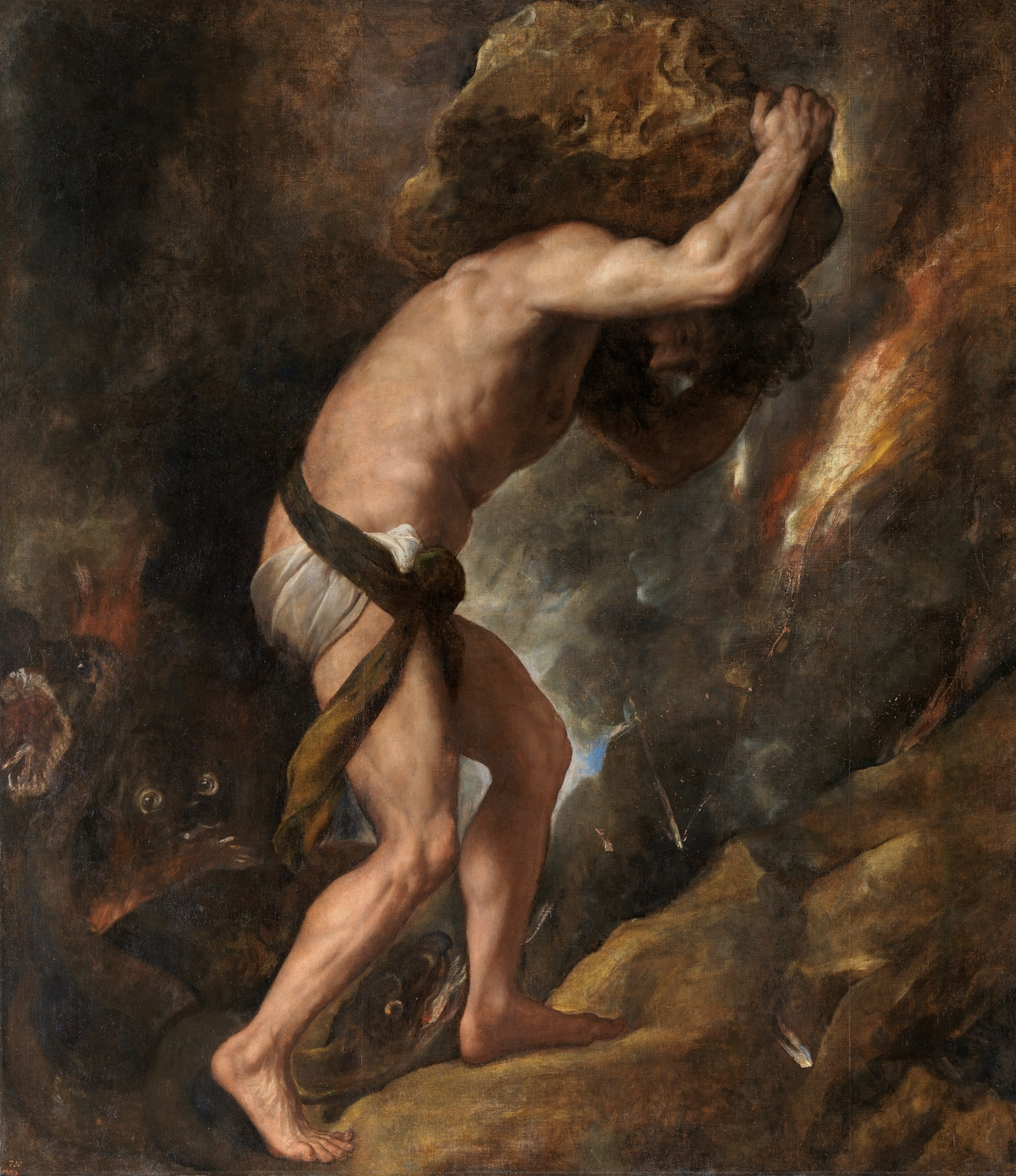
Sisyfos, symbolen för det absurda i existensen, målning av Tizian (1548-1549)

Utifrån det absurda synsättet skapas en disharmoni mellan individens sökande efter en mening och känslan av en meningslöshet utifrån universum som helhet. Inom absurdismen finns det två säkerheter; den första definieras som att människan strävar efter med meningen med livet, och att denna strävan sker ständigt. Den andra säkerheten inom absurdismen är att universums tystnad, att det finns en likgiltighet inför människans existens; den förser inte henne med någon försäkran om någon mening, vilket leder till en existentiell fruktan. Enligt Camus uppstår det absurda när en önskan om en mening underställs en känsla av meningslöshet. [källa behövs]
Det existentiella dilemma som uppstår i sökandet efter en mening handlar om huruvida vi ska finna oss i vår förtvivlan eller acceptera ödet. Människor som söker mening i en meningslös värld, något som antas vara omöjligt eller inkompatibelt med mänskligt förnuft, har olika sätt att närma sig dilemmat. Søren Kierkegaard och Albert Camus beskriver några av dessa sätt i verken Sjukdomen till döds (1849) respektive Myten om Sisyfos (1942):
- Självmord: En lösning där en individ avslutar sitt eget liv. Både Kierkegaard och Camus avfärdar effektiviteten av denna lösning. Camus menar att det inte motarbetar absurditeten; den gör enbart existensen mer absurd.
- Religiösa, spirituella eller abstrakt perspektiv angående meningen med livet: Kierkegaard påstår att en tilltro till något bortom det absurda kräver ett irrationellt, men ibland nödvändigt, mentalt språng (leap of faith) till sådant som är obegripligt ur ett empiriskt perspektiv. Camus betraktade detta resonemang som "filosofiskt självmord".
- Acceptans av det absurda: En lösning där individen accepterar det absurda ses av Camus som en form av meningsskapande förhållningssätt till livet, och därigenom uppnås ett tillstånd av frihet. Genom att förneka religiösa begränsningar av tillvaron gör individen uppror mot det absurda. En individ kan finna frid genom en acceptans av absurditeten. Kierkegaard menade däremot att denna lösning innebar en "demonisk galenskap".